# Grenzübergang Fishkabour
Koordinaten: 37° 5′ 22″ N, 42° 21′ 6″ O
Der Grenzübergang Fishkabour bei Semalka ist ein Übergang über den Fluss Tigris von der irakischen Seite im Osten zur syrischen Seite im Westen über eine Pontonbrücke. 2013 kam es zur Schließung der Brücke. Im August 2014 flohen mehrere zigtausend Jesiden aus der Region um Sindschar vor den Einheiten des IS über diese Brücke nach Syrien. Aufgrund des Abkommens von Duhok im Oktober 2014 wurde der Grenzübergang für den Waren- und Personenverkehr weitgehend wieder freigegeben.